# Film katastroficzny

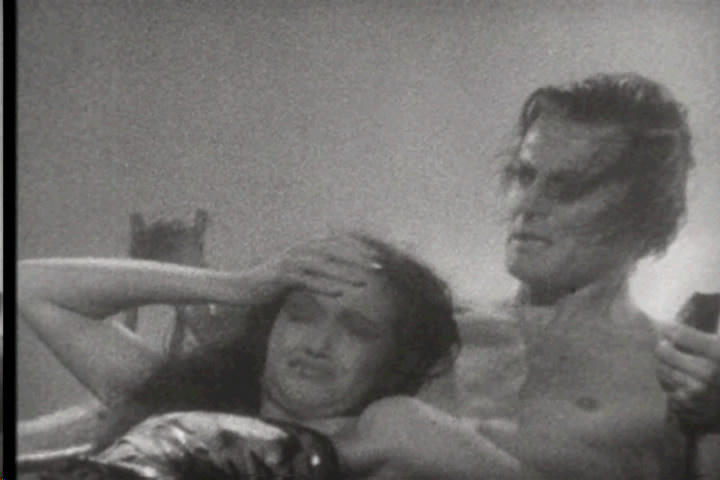
Scena z filmu Huragan (1937)

Film katastroficzny – gatunek filmu na temat trwającej lub mającej nastąpić katastrofy (takiej jak pożar, zatonięcie okrętu lub rozbicie się samolotu czy też kolizja z asteroidą) lub klęski żywiołowej spowodowanej np. trzęsieniem ziemi, wybuchem wulkanu, zejściem lawiny albo gwałtownymi zjawiskami pogodowymi, takimi jak huragan, tornado, burza, powódź, gradobicie, itp.
Wątki katastroficzne w filmach są niemal tak stare jak historia samego filmu. Jednym z wcześniejszych filmów tego gatunku jest film Ogień! (1901) Jamesa Williamsona. Największy rozkwit gatunku przypada na lata 70. XX wieku, gdy powstały takie filmy jak Port lotniczy (1970), Tragedia „Posejdona” (1972), Trzęsienie ziemi (1974) i Płonący wieżowiec (1974).